# Cirrhilabrus marjorie
Cirrhilabrus marjorie Allen, Randall & Carlson, 2003 è un pesce d'acqua salata appartenente alla famiglia Labridae proveniente dal centro-ovest dell'oceano Pacifico.

## Distribuzione e habitat
Proviene dalle barriere coralline delle Figi, nell'oceano Pacifico. Nuota a profondità che variano tra i 20 e i 50 m solitamente in zone ricche di coralli, con fondali composti da detriti come pietrisco.

## Descrizione
Presenta un corpo compresso lateralmente, non particolarmente alto né allungato, con la testa dal profilo appuntito. La livrea è prevalentemente rossa sul dorso e bianca, talvolta striata di scuro, sul ventre.
Il dimorfismo sessuale è abbastanza marcato: nei maschi adulti la pinna caudale, a forma di mezzaluna, e la pinna dorsale, abbastanza alta, sono bordate di nero. La pinna caudale è gialla, e sui fianchi possono essere presenti strisce viola. Nelle femmine sul peduncolo caudale è presente una piccola macchia nera, e il loro colore tende al rosa. È una specie di piccole dimensioni; infatti non supera i 5,8 cm.

## Biologia

### Comportamento
Nuota in banchi costituiti da diverse femmine e un solo maschio.

### Riproduzione
È oviparo e la fecondazione è esterna. Non ci sono cure nei confronti delle uova.

## Conservazione
È classificato come "a rischio minimo" (LC) dalla lista rossa IUCN perché viene catturato per essere tenuto negli acquari, ma è comunque una specie abbastanza comune.